# Rajanna Sircilla (Distrikt)
Der Distrikt Rajanna Sircilla (Telugu రాజన్న సిరిసిల్ల జిల్లా, Urdu راجنہ سرسلہ ضلع) ist ein Verwaltungsdistrikt im südindischen Bundesstaat Telangana. Verwaltungssitz ist die Stadt Sircilla.

## Geographie
Der Distrikt liegt in der Hochebene des Dekkan nördlich-zentral in Telangana. Die angrenzenden Distrikte in Telangana sind Kamareddy im Westen, Siddipet im Süden, Karimnagar im Osten sowie Jagtial und Nizamabad im Norden und Nordwesten. Größter Fluss ist der Maner, ein Zufluss des Godavari.

## Geschichte
Historisch gehörte die Region Telangana zum Staat Hyderabad, der 1726 aus Teilen des Mogulreichs entstanden war. 1948 wurde Hyderabad in das unabhängig gewordene Indien eingegliedert. Mit dem States Reorganisation Act von 1956 wurde der Bundesstaat Hyderabad aufgelöst und die Region Telangana an Andhra Pradesh angegliedert. 2014 wurde Telangana ein eigener Bundesstaat. Nachdem die alte Distrikteinteilung zunächst beibehalten worden war, erfolgte am 11. Oktober 2016 eine Neueinteilung, bei der unter anderen der Distrikt Rajanna Sircilla aus Teilen des Distrikts Karimnagar neu gebildet wurde. Der Distriktname war zunächst Rajanna. Am 22. Oktober 2016 wurde dem Distriktnamen der Name der Distrikthauptstadt Sircilla als Suffix hinzugefügt.

## Demografie
Bei der Volkszählung 2011 hatte der spätere Distrikt 552.037 Einwohner. Die Bevölkerungsdichte lag mit 273 Einwohnern pro km² unter dem Durchschnitt Telanganas (312 Einwohner/km²). Das Geschlechterverhältnis war mit 274.109 Männern auf 277.928 Frauen ungefähr ausgeglichen. Die Alphabetisierungsrate lag mit 62,71 % (Männer 73,47 %, Frauen 52,17 %) unter dem Durchschnitt Telanganas (66,54 %) und Indiens (74,04 %). Der Urbanisierungsgrad lag mit 21,17 % ebenfalls unter dem Durchschnitt des Bundesstaats (38,88 %). 102.110 Personen (18,50 %) gehörten zu den Scheduled Castes (den unterprivilegierten registrierten Kasten) und 22.990 (4,16 %) zu den Scheduled Tribes (der registrierten indigenen Stammesbevölkerung, den Adivasi).

## Wirtschaft
Die Landwirtschaft bildet die wirtschaftliche Basis. Nach dem Zensus 2011 waren von 298.663 erwerbstätigen Personen 63,737 (25,10 %) als Bauern (cultivators) und 79.691 (31,38 %) als Landarbeiter (agricultural labourers) tätig. Es dominierten Klein- und Kleinstbetriebe. Von den 99.303 Landbesitzern im Jahr 2017 besaßen 63.243 nur maximal einen Hektar Land und 24.497 zwischen einem und zwei Hektar. Im Jahr 2017 wurden 80.573 ha für den Ackerbau genutzt (zum Teil mit mehr als einer Ernte pro Jahr), davon 32.746 in Bewässerungsfeldwirtschaft (unter Berücksichtigung der Mehrfachnutzung: 105.454 ha und 57627 ha). Hauptsächlich angebaut wurden Baumwolle (50486 ha), Reis (45445 ha), Mais (4210 ha), Gartenbaufrüchte (5651 ha), u. a. m. An Nutztieren wurden vor allem Schafe und zu einem geringeren Teil Rinder und Büffel gehalten.